# Romul Veliciu
Romul Veliciu (n. 1881, Șepreuș, Arad, România – d. 6 decembrie 1920, Arad, România) a fost avocat, prefect al Aradului și deputat în Marea Adunare Națională de la Alba Iulia, organismul legislativ reprezentativ al „tuturor românilor din Transilvania, Banat și Țara Ungureascaă, cel care a adoptat hotărârea privind Unirea Transilvaniei cu România, la 1 decembrie 1918.

## Biografie
S-a născut în 1881 la Șepreuș și a fost fiul avocatului memorandist Mihai Veliciu. Și-a desăvârșit studiile la Facultatea de Drept din Budapesta, devenind avocat.

### Activitatea politică
În perioada 1910-1918 a condus mișcarea națională din Chișineu - Criș.
A fost membru al P.N.R. și prefect al orașului Arad între 1919 și 1920.

### Decesul
A decedat la 6 decembrie 1920, la Arad, în vârsta de 38 de ani, după o lungă suferință. Înmormântarea a avut loc la 8 decembrie 1920. La înmormântare au luat cuvântul primarul Aradului, Dr. Ioan Robu, și Vasile Goldiș din partea Partidului Național Român. Cortegiul funerar a fost însoțit de trei avioane din escadrila de luptă locală și un avion a lovit sârmele de telegraf, iar aviatorul plutonier Voicu Georgescu și-a pierdut viața în flăcări după prăbușirea avionului în zona lacului de la Pădurice.

## In memoriam
- În Arad se află o stradă care-i poartă numele.

## Legaturi externe
- Membrii de drept ai Marii Adunării Naționale de la Alba-Iulia din 1 decembrie 1918, lista publicată în „Gazeta Oficială”, Sibiu, nr. 1, 1/14 decembrie 1918